# هیزلوم
هیزلوم (به هلندی: Hieslum) یک منطقهٔ مسکونی در هلند است که در سودوست-فریسلان واقع شده‌است. هیزلوم ۹۰ نفر جمعیت دارد.